# Křenovice (Moravia meridionale)
Křenovice (in tedesco Krenowitz) è un comune della Repubblica Ceca facente parte del distretto di Vyškov, in Moravia Meridionale.